# Austriadraco dallavecchiai
L'austriadraco (Austriadraco dallavecchiai) è un rettile volante estinto, appartenente agli pterosauri. Visse nel Triassico superiore (Norico, circa 205 milioni di anni fa) e i suoi resti fossili sono stati ritrovati in Austria.

## Descrizione
Questo animale è noto solo per un esemplare incompleto e disarticolato, comprendente frammenti di cranio, entrambi i rami mandibolari, denti isolati, parti della colonna vertebrale, costole, scapole e coracoidi, omeri, la prima falange dell'ala, la pelvi, tibia e fibula. Questi resti non permettono una ricostruzione precisa dell'animale, ma si suppone che fosse simile ad altri pterosauri triassici come Eudimorphodon.
Austriadraco possedeva alcune caratteristiche uniche: l'osso frontale era dotato di corti processi anteriori, lo jugale era dotato di piccoli processi mascellari e nasali, e di un sottile processo postorbitale allungato. La mandibola, inoltre, era dotata di una finestra mandibolare esterna (caso unico tra gli pterosauri); il processo dorsale del surangolare era basso, e la scapola era molto più lunga del coracoide. Inoltre Austriadraco può essere distinto dagli altri pterosauri triassici dalla combinazione di altre caratteristiche, tra cui si ricorda una lunga tibia rispetto all'omero e alla prima falange dell'ala.

## Classificazione
L'olotipo di Austriadraco è stato ritrovato nella zona di Seefeld in Austria, e venne inizialmente descritto da Peter Wellnhofer nel 2003; lo studioso lo attribuì al genere Eudimorphodon (Eudimorphodon cf. E. ranzii) a causa della presenza di denti multicuspidati, ma a causa di alcune differenze nelle proporzioni delle ossa lo considerò un esemplare immaturo. Fu Marco Dalla Vecchia, sempre nel 2003, a notare che vi erano sufficienti differenze osteologiche con Eudimorphodon da poter attribuire questo esemplare a un altro genere. Nel 2015, infine, Alexander Kellner ridescrisse questo esemplare come Austriadraco dallavecchiai, e lo considerò tra i più basali fra gli pterosauri a causa della presenza di una finestra mandibolare esterna, caratteristica che gli pterosauri più derivati avevano perso.